# Gnadauer Straße 4

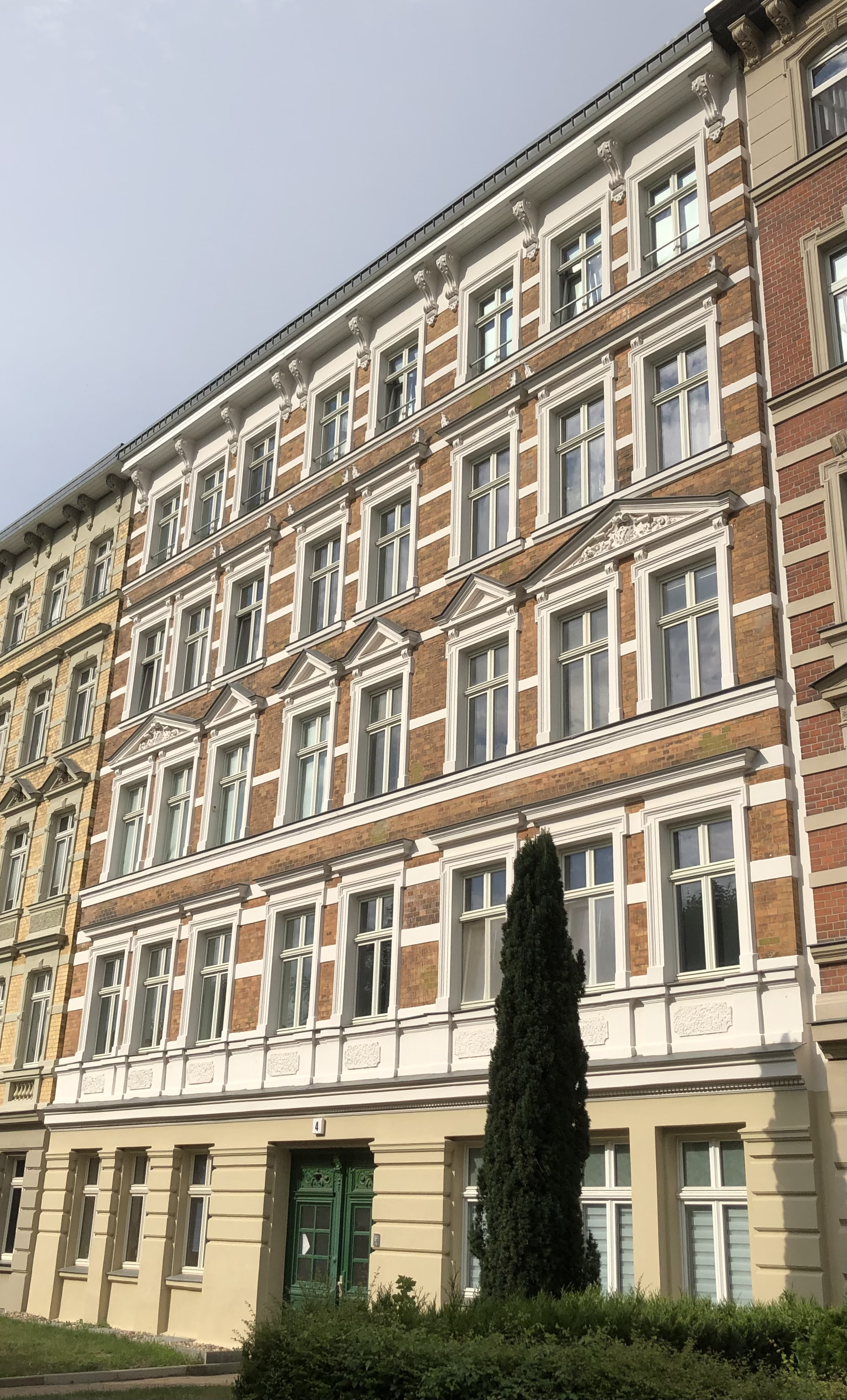
Wohnhaus Gnadauer Straße 4 im Jahr 2021

Das Gebäude Gnadauer Straße 4 ist ein denkmalgeschütztes Wohnhaus in Magdeburg in Sachsen-Anhalt.

## Lage
Das Haus befindet sich auf der Ostseite der Gnadauer Straße im Magdeburger Stadtteil Buckau. Nordwestlich grenzt das gleichfalls denkmalgeschützte Gebäude Gnadauer Straße 3, südöstlich die Gnadauer Straße 5 an. Westlich erstrecken sich Eisenbahnanlagen, so dass die Häuserzeile weit sichtbar und prägend für das Ortsbild ist.

## Architektur und Geschichte
Der Bau des fünfgeschossigen Hauses begann im Jahr 1890 und war, wie bei den benachbarten Häusern, von Zimmermeister A. Wischeropp geplant worden. Das nicht fertiggestellte Gebäude wurde 1891 an Georg Fehlhauer veräußert, der den Bau abschloss. Es entstand eine achtachsige Fassade im Stil des Neobarocks. Am Erdgeschoss befindet sich eine Rustizierung. Die Fensteröffnungen des zweiten Obergeschosses werden von Dreiecksgiebeln überspannt, wobei jeweils die beiden äußeren Achsen zusammengefasst sind. Unterhalb der Dreiecksgiebel der äußeren Achsen befinden sich neobarocke Stuckverzierungen mit Rollwerkkartuschen. Mittig ist dort ein Zirkel auf einem gleichschenkligen Dreieck angeordnet. Oberhalb der Fenster des dritten Obergeschosses befinden sich Kragplatten, auf den Akroterien angeordnet sind.
Dem Haus ist ein schmaler Vorgarten vorgelagert.
Im örtlichen Denkmalverzeichnis ist das Wohnhaus unter der Erfassungsnummer 094 82605 als Baudenkmal verzeichnet.
Das Gebäude gilt als Teil der erhaltenen gründerzeitlichen Straßenzeile als städtebaulich bedeutsam und ist sozialgeschichtlich wichtig als Beispiel einer bauzeitlichen Mietwohnungskaserne im Industrieort Buckau.